# The Rutland Weekend Songbook
The Rytland Weekend Songbook è un album di Neil Innes distribuito in collaborazione con Eric Idle nel 1976.
L'album contiene alcune canzoni tratte dal Rutland Weekend Television.

## Tracce

### Lato A
1. L'Amour Perdu - 0:38
2. Gibberish - 1:38
3. Front Loader - 2:39
4. Say Sorry Again - 2:19
5. I Must Be in Love - 2:36
6. Twenty-Four Hours in Tunbridge Wells - 1:48
7. The Fabulous Bingo Brothers - 1:09
8. Concrete Jungle Boy - 3:21
9. The Children of Rock and Roll - 0:44
10. Stoop Solo - 2:36
11. The Song O' the Insurance Men - 0:55

### Lato B
1. Testing - 0:37
2. I Give Myself to You - 2:19
3. Communist Coocking - 1:24
4. Johnny Cash - 0:57
5. Protest Song - 3:42
6. Accountacy Shanty - 0:45
7. Football - 1:33
8. Boring - 2:39
9. L'Amour Perdu Cha Cha Cha - 1:54
10. The Hard to Get - 3:03
11. The Song O' the Continuity Announcers - 2:14

## Musicisti
- Neil Innes - pianoforte
- Roger Retting - chitarra
- Billy Bremner - chitarra
- Brian Hodgson - basso
- John Halsey - batteria
- Andy Roberts - chitarra
- Dave Richards - basso
- Roger Swallow - batteria